# Gran Premi Ciutat de Felino
El Gran Premi Ciutat de Felino és una competició ciclista italiana d'un sol dia i que es disputa anualment a Felino, a la província de Parma.
El 2015 va celebrar la seva 55a edició. De 2005 a 2009, va formar part del calendari de l'UCI Europa Tour.

## Palmarès des del 1991
| Any  | Vencedor               | Segon               | Tercer              |
| ---- | ---------------------- | ------------------- | ------------------- |
| 1991 | Stefano Copelli        |                     |                     |
| 1992 | Davide Dall'Olio       |                     |                     |
| 1993 | Samuele Schiavina      |                     |                     |
| 1994 | Fabrizio Guidi         |                     |                     |
| 1995 | Andrea Pagliani        |                     |                     |
| 1996 | Luca Barioso           |                     |                     |
| 1997 | Vladimir Duma          | Devis Fuser         | Claudio Ainardi     |
| 1998 | Massimo Mancini        | Massimo Sorice      | Giuseppe Di Fresco  |
| 1999 | Massimo Sorice         | Gianluca Nicole     | Igor Astarloa       |
| 2000 | Gabriel Moreau         | Gianluca Nicole     | Andrei Tcherniakov  |
| 2001 | Alberto Loddo          | Antonio Bucciero    | Marco Corsini       |
| 2002 | Fabio Gilioli          | Matteo Cappè        | Pablo de Pedro      |
| 2003 | Paolo Bailetti         | Marco Marzano       | Vicente Elvira      |
| 2004 | Paolo Bailetti         | Domenico Pozzovivo  | Fumiyuki Beppu      |
| 2005 | Matteo Priamo          | Alessandro Raisoni  | Simone Stortoni     |
| 2006 | Roberto Ferrari        | Luca Conati         | Marco Bandiera      |
| 2007 | Tomislav Dančulović    | Sergey Rudaskov     | Daniel Martin       |
| 2008 | Egor Silin             | Edoardo Girardi     | Oleh Opryshko       |
| 2009 | Richie Porte           | Alfredo Balloni     | Davide Mucelli      |
| 2010 | Moreno Moser           | Michael Matthews    | Matteo Trentin      |
| 2011 | Nicola Boem            | Alberto Cecchin     | Moreno Moser        |
| 2012 | Alfio Locatelli        | Juan Pablo Valencia | Nathan Pertica      |
| 2013 | Andrea Zordan          | Davide Villella     | Alberto Bettiol     |
| 2014 | Andrea Toniatti        | Gianni Moscon       | Matvei Nikitin      |
| 2015 | Simone Consonni        | Francesco Rosa      | Davide Martinelli   |
| 2016 | Aliaksandr Riabushenko | Andrea Vendrame     | Marco Bernardinetti |